# Leticia Feduchi Escario
Leticia Feduchi Escario (Madrid, 1960) és una artista plàstica que viu i treballa a Barcelona. D’estil figuratiu i realista, la seva pintura se centra en els bodegons, els retrats i els paisatges.
Formada a l'Escola Eina, a l'Istituto per l’Arte e il Restauro de Florencia, i al Círculo de Bellas Artes de Madrid. Alguns dels seus mestres han estat: Francesc Artigau, Antonio López, Albert Ràfols Casamada, Xavier Serra de Rivera, Amadeo Roca, Francesc Todó i Antònia Vilà
D’entre els seus retrats destacats figuren personalitats com Eduardo Mendoza, Manuel Royes, Nelida Piñon o Álvaro Mutis.
Ha exposat a la galeria Artur Ramon Art, a la Sala Parés i en altres galeries sobretot de Barcelona i Madrid i també en altres ciutats espanyoles i europees en exposicions individuals o col·lectives.